# Az imposztor
Az imposztor Spiró György drámája. A mű előzménye az író Az Ikszek című regénye. A darab Major Tamás számára készült (és bizonyos értelemben róla szól), aki halála előtt nem sokkal -a Budapesti Katona József Színházban eljátszotta a főszerepet. A bemutató időpontja: 1983. október 28., a rendező Zsámbéki Gábor volt. Ötven alkalommal került színre.

## Cselekménye
|  | Alább a cselekmény részletei következnek! |

### I. felvonás
A vilnai színházban premierre készülnek: ma este Lengyelország legnagyobb színésze, Bogusławski fog fellépni a Tartuffe-ben – ha eljön. Bogusławskit azonban két napja várják hiába, úgy hiszik, megsértődött, amiért operáját betiltotta a helyi hatóság.
 
A társulat próbálni kezd. Nincs idő a művészkedésre: örülnek, ha a szövegüket meg tudják tanulni estére, ráadásul főszereplőjük sincs. A színházba betévedt idegen ekkor fedi fel magát: ő Bogusławski. A színészek lelkesedése hatalmas, de a Mester elég kiábrándítóan viselkedik: csak hatalmas sztárgázsiért hajlandó eljátszani a szerepet. 
Bogusławski, aki még sohasem játszotta Tartuffe-öt, elkezdi tanulni a szerepet, de folyton megzavarják. Lassanként feltárul előtte a társulat tagjainak reménytelen élete. Rybak drámaíró szeretne lenni, de tudja, hogy darabjait sohasem adnák elő. Kaminska, a „vilnai csillag” az öreg színész szeretője lenne, ha az felvinné Varsóba. A színészek kiábrándultak: nincs Lengyelország, nincs már értelme miért játszani. Kiderül, hogy Bogusławski sem a régi: elszegényedett, nincs már színháza, vidéki vendégjátékokból él. 
Az igazgató ismereteti a szereposztást. Újabb csalódást vált ki, hogy Bogusławski ezalatt a kapott pénzt számolgatja. 

### II. felvonás
Megkezdődik a Tartuffe próbája. A nagy sietség ellenére Bogusławski folyton leállítja a próbát és a jelenetek értelmezésébe kezd. Néhány színész lelkesen vele tart, mások sajnálják az időt és a próbát sürgetnék inkább. Értelmezése szerint Tartuffe és néma szolgája – akit az igazgató kihúzott – a titkosrendőrség emberei, Elmira nem szereti férjét és Orgon a szeretethiány miatt hisz olyan vakon Tartuffe-ben. A III. felvonás szerelmi vallomásával bebizonyítja, hogy Tartuffe itt valódi szerelmet érez Elmira iránt és ez az egyetlen igaz érzelem lesz bukásának oka. 
A szimpla szövegösszemondáshoz szokott társulat általános véleménye azonban: ilyen bonyolult dolgokat a közönségük úgysem értene meg. Az elemzéstől újra feléledt Bogusławski kénytelen rájönni, ez az előadás nem szólhat tisztán a művészetről: az igazgató számára sokkal fontosabb a gubernátor és a cár szimpátiája. Bogusławski megdöbben, amikor meglátja a zárókép díszletét: a királyi kegyelmet meghozó rendőrtiszt mögött a cár életnagyságú portréja fog megjelenni. Mennyivel jobb lenne a darab vége, ha hiába várnák a követet! Az elfogadott szövegtől eltérni nem lehet, Bogusławskinak mégis mintha lenne valami terve. 

### III. felvonás
Az utolsó felvonás előtt fogadás van a gubernátor páholyában. Tetszik neki az előadás, egy nagyobb összegű dotációt is felajánl a színháznak. Más a vélemény azonban az öltözőkben: a színészek felháborodottan állapítják meg, hogy Bogusławski semmit sem úgy játszik, ahogy a délelőtti próbán magyarázta: Tartuffe-öt hagyományosan, egysíkú, gonosz képmutatónak ábrázolja. Az igazi színház, a remek próba miatt fellelkesült színészek hazug csalónak tartják a Mestert. A gubernátor is gyáva besúgónak hiszi Bogusławskit, mivel a Mester elárulja neki: az egyik színész, a záróképben a király követeként megjelenő Rybak össze akarja vagdosni a cár portréját. Természetesen Rybakot azonnal elvitetik. 
Az előadás folytatódik, a cár arcképe befordul, a követ, azaz Rybak azonban nem jelenik meg. Pánik tör ki a színpadon, Bogusławski azonban egy zárómonológot „rögtönöz”: ebben magára büntetést és a házra a cár áldását kéri. A lengyel közönség érzi az iróniát, nevet: cárellenességük és a színészek iránti szimpátiájuk érezhető a nézőtérről.
A gubernátor felháborodva hagyja el a színházat, a színészek számüzetéstől, börtöntől félnek. Végül a helyzet szerencsésen alakul, a gubernátor nem akar botrányt ezért megbocsát a színészeknek. Csak Rybaknak kell messzire elmennie. Az ifjú színész mégis boldog, szeretné megköszönni a Mesternek, hogy méltó, igaz véget adott az előadásnak. A Mester kocsija azonban már régen Varsó felé tart. A színészek lassanként rájönnek, mit is tett ez az ember, és a „haza színészének” legendája újjászületik.

## Ősbemutató
A darab ősbemutatójára a Katona József Színházban került sor, 1983. október 28.-án. Az előadást Zsámbéki Gábor rendezte, a jelmezeket és a díszletet Pauer Gyula tervezte, a dramaturg Fodor Géza volt. Az előadás nagy kritikai és közönségsikert aratott, a Magyar Televízió is közvetítette.
Az eredeti szereposztás:
- Boguslawski: Major Tamás
- Kazynski, direktor: Sinkó László
- Rogowski: Rajhona Ádám
- Kaminska: Udvaros Dorottya
- Kaminski: Szacsvay László
- Skibinska: Máthé Erzsi
- Skibinski: Végvári Tamás
- Hrehorowiczówna: Olsavszky Éva
- Pieknowska: Csonka Ibolya
- Rybak: Bán János
- Niedzielski: Gelley Kornél
- Damse: Puskás Tamás
- Chodzko, kritikus: Papp Zoltán
- Gubernátor: Cserhalmi György
- Ügyelő: Hollósi Frigyes
- Díszletező: Horváth József
- Kellékes: Helyey László
- Súgónő: Bodnár Erika